# Rhyacophila angelita
Rhyacophila angelita är en nattsländeart som beskrevs av Banks 1911. Rhyacophila angelita ingår i släktet Rhyacophila och familjen rovnattsländor. Inga underarter finns listade i Catalogue of Life.